# Fritz John

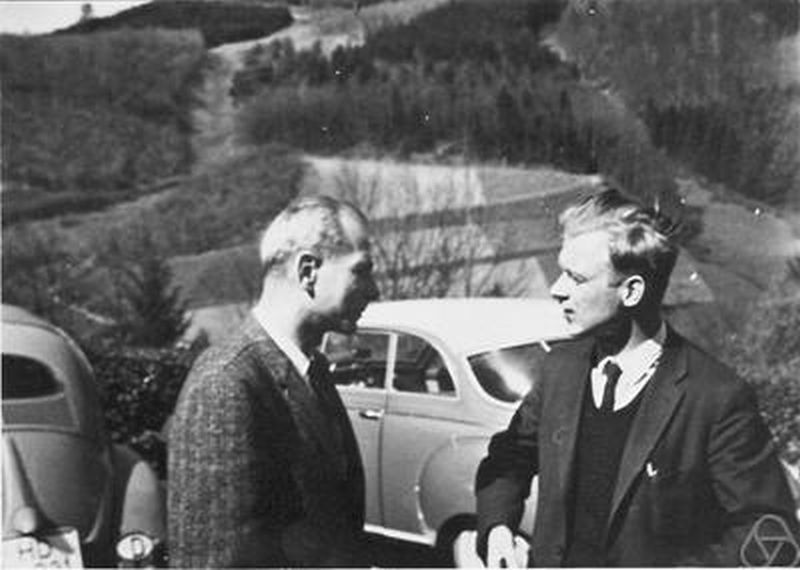
Fritz John (links) mit Jürgen Moser, Oberwolfach 1961

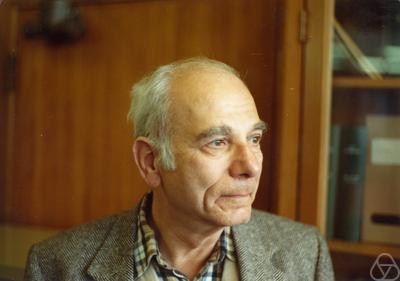
Fritz John, 1984

Fritz John (* 14. Juni 1910 in Berlin; † 10. Februar 1994 in New Rochelle, New York) war ein deutsch-US-amerikanischer Mathematiker.

## Leben
John wurde als Sohn des Ehepaars Hermann Jacobson-John und Hedwig, geb. Bürgel, in Berlin geboren. Er studierte von 1929 bis 1933 in Göttingen, wo er unter anderem von Richard Courant beeinflusst wurde. Nach Hitlers Machtergreifung im Jahre 1933 sah er für sich als „Nicht-Arier“ keine Zukunft mehr in Nazi-Deutschland und beschloss, nach England zu gehen.
Im Jahr 1934 veröffentlichte John seine erste Arbeit über Morse-Theorie. Im selben Jahr wurde er an der Universität Göttingen bei Courant promoviert (Bestimmung einer Funktion aus ihren Integralen über gewisse Mannigfaltigkeiten), mit dessen Hilfe er für ein Jahr nach Cambridge kam.
1935 wurde John zum Assistenz-Professor an der University of Kentucky berufen und emigrierte noch im gleichen Jahr in die Vereinigten Staaten, deren Staatsbürgerschaft er 1941 erlangte. Er blieb in Kentucky bis 1946, wobei er dort von 1943 bis 1945 von seiner Arbeit für Forschungen am Ballistikforschungszentrum (Ballistic Research Laboratory) des Aberdeen Proving Ground, Maryland freigestellt war. Im Jahr 1946 erhielt er eine feste Anstellung (Associate Professorship) und 1978 den Courant Lehrstuhl am Courant Institute of Mathematical Sciences an der New York University, den er bis zu seiner Emeritierung 1981 innehatte.
In den 1940er und 1950er Jahren arbeitete er an der Radon-Transformation mit besonderem Schwerpunkt auf deren Anwendung im Gebiet der linearen partiellen Differentialgleichungen und Konvexgeometrie. Nach ihm sind die Fritz-John-Bedingungen in der nichtlinearen Optimierung benannt (von ihm 1948 aufgestellt).
Im Jahr 1964 wurde er in die National Academy of Sciences, 1974 zum Mitglied der Leopoldina gewählt. 1981 beendete er seine Tätigkeit, setzte aber seine Arbeiten an nicht-linearen Wellengleichungen fort.
Im Laufe seiner Karriere erhielt er viele Preise und Auszeichnungen. 1955 erhielt er eine Fulbright-Dozentur an der Universität Göttingen und mehrere Reisestipendien der John Simon Guggenheim Memorial Foundation zwischen 1963 und 1970. Er erhielt unter anderem den Birkhoff-Preis für Angewandte Mathematik 1973, den Leroy P. Steele Prize der American Mathematical Society im Jahre 1982 und die Radon-Medaille der Österreichischen Akademie der Wissenschaften im Jahre 1992. 1984 war er MacArthur Fellow. 1966 war er Invited Speaker auf dem Internationalen Mathematikerkongress in Moskau (The effect of geometry on elastic behaviour).
Nach ihm benannt sind das John-Ellipsoid, das John-Gebiet (engl. John domain) und die Fritz-John-Bedingungen.
Zu seinen Doktoranden gehört Sergiu Klainerman.

## Schriften
- Fritz John Lectures on advanced numerical analysis, Springer Verlag 1971
- Fritz John Partial differential equations, Springer Verlag, 4. Auflage 1982
- mit Richard Courant: Introduction to calculus and analysis. 2 Bände, Springer Verlag 1989
- Jürgen Moser (Herausgeber) Fritz John. Collected Papers, 2 Bände, Birkhäuser 1985
- Fritz John Memories of Student Days in Göttingen in Michael Atiyah u. a. Miscellanea Mathematica, Springer Verlag 1991